# Emil Steinbach
Emil Steinbach (11. června 1846 Mariahilf, dnes součást Vídně – 26. května 1907 Purkersdorf) byl rakousko-uherský, respektive předlitavský státní úředník a politik, v letech 1891–1893 ministr financí Předlitavska.

## Biografie
Byl synem židovského otce, který ale konvertoval ke křesťanství. Emil Steinbach se původně vzdělával doma, pak nastoupil na střední školu a roku 1863 maturoval na Akademickém gymnáziu ve Vídni. Vystudoval právo na Vídeňské univerzitě. V roce 1869 získal titul doktora práv a působil jako advokát. Od roku 1873 vyučoval na vídeňské Obchodní akademii. V roce 1874 nastoupil na ministerstvo spravedlnosti, kde se jako úředník podílel na přípravě legislativy na ochranu dělníků a pojištění zaměstnanců. V roce 1887 se stal sekčním šéfem tohoto ministerstva.
2. února 1891 se stal ministrem financí Předlitavska ve vládě Eduarda Taaffeho. Ministerstvo vedl do 11. listopadu 1893. Jako ministr provedl významné změny (ačkoliv předtím neměl s tímto rezortem žádné zkušenosti), například přechod ze stříbrného na zlatý měnový standard, zavedení Rakousko-uherské koruny místo dosavadních zlatých a příprava zavedení daně z příjmu. V závěru svého vládního působení se zasazoval o volební reformu, přičemž vzniklé rozpory nakonec vedly k pádu celé Taaffeho vlády. Steinbach totiž na jednáních vlády prosazoval, aby kabinet výrazně rozšířil volební právo. Výsledkem mělo být oslabení stávajících opozičních stran, fragmentace politického spektra a potenciál snazšího nalezení nové vládní většiny, přičemž vláda spolu s císařským dvorem by mohla posílit svou roli nadstranického arbitra. Když Taaffe na tyto argumenty přistoupil a ohlásil skutečně záměr zavedení nové kurie, s prakticky všeobecným volebním právem mužů, reakcí ovšem byl ostrý nesouhlas stávajícího parlamentu, kde se okamžitě zformovala protivládní většina (německorakouských konzervativců i liberálů stejně jako Polského klubu) a ukončila existenci Taaffeho vlády.
Steinbach po odchodu z vlády nastoupil na pozici soudce Nejvyššího soudního dvora. Roku 1899 se stal viceprezidentem tohoto soudu a v roce 1904 prezidentem. Mezitím se také stal členem Panské sněmovny.